# Polajny
Polajny [pɔˈlai̯nɨ] (tiếng Đức Paulehnen) là một ngôi làng thuộc khu hành chính của Gmina Zalewo, thuộc hạt Iława, Warmian-Masurian Voivodeship, ở miền bắc Ba Lan. Nó nằm khoảng 6 kilômét (4 mi)   phía nam Zalewo, 23 km (14 mi) phía bắc Iława và 60 km (37 mi) về phía tây của thủ đô khu vực Olsztyn.